# Associazione Sportiva Simmenthal-Monza 1960-1961
Questa pagina raccoglie le informazioni riguardanti l'Associazione Sportiva Simmenthal-Monza nelle competizioni ufficiali della stagione 1960-1961.

## Stagione
Nella stagione 1960-1961 il Monza sempre sponsorizzato Simmenthal disputa il campionato di Serie B, un torneo a 20 compagini che prevede tre promozioni e tre retrocessioni, con 42 punti si piazza in quinta posizione. Salgono in Serie A il Venezia che vince il torneo con 50 punti, con l'Ozo Mantova ed il Palermo, retrocedono in Serie C la Triestina, il Foggia ed il Marzotto Valdagno.
Sulla panchina biancorossa arriva l'argentino Hugo Lamanna ed è un Monza che segna poco ma subisce pochissimo, anzi con 26 reti subite in 38 partite, chiuderà il torneo con la miglior difesa del campionato. La squadra brianzola si presenta ai nastri del torneo molto rinnovata, in porta arriva dalla Maceratese Vincenzo Rigamonti, in difesa dalla Reggiana Giorgio Ramusani e dal Como Livio Ghioni, a centrocampo Luigi Brugola dal Messina, Giancarlo Prato dal Vigevano e dal Como Cesare Campagnoli, in attacco arrivano dal Brescia Eugenio Bersellini, dal Venezia Adriano Maschietto e dal Messina Carlo Regalia. Dopo un inizio di rodaggio la squadra disputa un campionato stabilmente nelle zone nobili della classifica, a ridosso della lotta per la promozione, raggiungendo il quinto posto finale. In Coppa Italia subito fuori, sconfitti al Tardini con il Parma (2-1), in piena estate per il Monza una parentesi internazionale, con la Coppa delle Alpi, due vittorie per (4-1) in casa ed in trasferta con gli svizzeri del F.C. Biel/Bienne.

## Rosa
| N. |                   | Ruolo | Calciatore         |
| -- | ----------------- | ----- | ------------------ |
|    | Italia (bandiera) | D     | Pietro Adorni      |
|    | Italia (bandiera) | C     | Eugenio Bersellini |
|    | Italia (bandiera) | A     | Luigi Brugola      |
|    | Italia (bandiera) | P     | Franco Cacciatori  |
|    | Italia (bandiera) | C     | Gianmarco Calleri  |
|    | Italia (bandiera) | C     | Cesare Campagnoli  |
|    | Italia (bandiera) | C     | Franco Carminati   |
|    | Italia (bandiera) | C     | Pier Luigi Cignani |
|    | Italia (bandiera) | C     | Pietro Dalio       |
|    | Italia (bandiera) | C     | Franco Deasti      |
|    | Italia (bandiera) | D     | Livio Ghioni       |
|    | Italia (bandiera) | A     | Alberto Latini     |
|    | Italia (bandiera) | A     | Santino Maestri    |

| N. |                   | Ruolo | Calciatore          |
| -- | ----------------- | ----- | ------------------- |
|    | Italia (bandiera) | C     | Sergio Magni        |
|    | Italia (bandiera) | A     | Adriano Maschietto  |
|    | Italia (bandiera) | A     | Franco Maselli      |
|    | Italia (bandiera) | A     | Giordano Mattavelli |
|    | Italia (bandiera) | C     | Mariano Melonari    |
|    | Italia (bandiera) | A     | Mario Pistacchi     |
|    | Italia (bandiera) | C     | Giancarlo Prato     |
|    | Italia (bandiera) | D     | Giorgio Ramusani    |
|    | Italia (bandiera) | C     | Carlo Regalia       |
|    | Italia (bandiera) | P     | Vincenzo Rigamonti  |
|    | Italia (bandiera) | C     | Gastone Tellini     |
|    | Italia (bandiera) | P     | Vito Vaglia         |
|    | Italia (bandiera) | A     | Guido Vivarelli     |

## Risultati

### Serie B

#### Girone di andata
| Arbitro: | Cariani (Roma) |

|                       |           |             |
| Bersellini 30’ (rig.) | Marcatori | 68’ Fanello |

| Foggia 2 ottobre 1960 2ª giornata | Foggia & Incedit | 0 – 0 | Simmenthal-Monza | Stadio Pino Zaccheria\| Arbitro: \| Politano (Cuneo) \| |
| Arbitro:                          | Politano (Cuneo) |       |                  |                                                         |

| Arbitro: | Ascari (Carpi) |

|                |           |             |
| Mattavelli 73’ | Marcatori | 28’ Alicata |

| Arbitro: | Politano (Cuneo) |

|                |           |  |
| Maschietto 11’ | Marcatori |  |

| Arbitro: | Sbardella (Roma) |

|           |           |  |
| Rossi 88’ | Marcatori |  |

| Arbitro: | Varazzani (Parma) |

|  |           |          |
|  | Marcatori | 14’ Beni |

| Novara 6 novembre 1960 7ª giornata | Novara          | 0 – 0 | Simmenthal-Monza | Stadio Comunale\| Arbitro: \| Genel (Trieste) \| |
| Arbitro:                           | Genel (Trieste) |       |                  |                                                  |

| Arbitro: | Righetti (Torino) |

|              |           |  |
| Ramusani 65’ | Marcatori |  |

| Arbitro: | Gazzano (Genova) |

|                     |           |                |
| Zavaglio 23’ (rig.) | Marcatori | 61’ Campagnoli |

| Arbitro: | D'Agostini (Roma) |

|             |           |  |
| Brugola 32’ | Marcatori |  |

| Arbitro: | Leita (Udine) |

|                                |           |  |
| Uzzecchini 17’ Castellazzi 53’ | Marcatori |  |

| Arbitro: | Rancher (Roma) |

|                     |           |  |
| Bersellini 17’, 82’ | Marcatori |  |

| Arbitro: | Annoscia (Bari) |

|                |           |                                      |
| Dell'Angelo 3’ | Marcatori | 12’ Brugola 20’ Maschietto 65’ Dalio |

| Arbitro: | De Marchi (Pordenone) |

|           |           |             |
| Prato 80’ | Marcatori | 68’ Bolzoni |

| Arbitro: | Angonese (Mestre) |

|  |           |                |
|  | Marcatori | 27’ Mattavelli |

| Monza 8 gennaio 1961 16ª giornata | Simmenthal-Monza | 0 – 0 | Palermo | Stadio Città di Monza\| Arbitro: \| Adami (Roma) \| |
| Arbitro:                          | Adami (Roma)     |       |         |                                                     |

| Arbitro: | Bonetto (Torino) |

|                   |           |                |
| Letari 63’ (rig.) | Marcatori | 15’ Maschietto |

| Arbitro: | Sebastio (Taranto) |

|                                    |           |  |
| Maschietto 59’, 75’ Bersellini 68’ | Marcatori |  |

| Brescia 29 gennaio 1961 19ª giornata | Brescia           | 0 – 0 | Simmenthal-Monza | Stadio Mario Rigamonti\| Arbitro: \| Angonese (Mestre) \| |
| Arbitro:                             | Angonese (Mestre) |       |                  |                                                           |

#### Girone di ritorno
| Arbitro: | Babini (Ravenna) |

|  |           |             |
|  | Marcatori | 51’ Brugola |

| Arbitro: | Politano (Cuneo) |

|                           |           |  |
| Campagnoli 7’ Brugola 64’ | Marcatori |  |

| Arbitro: | Annoscia (Bari) |

|             |           |  |
| Landoni 59’ | Marcatori |  |

| Arbitro: | De Marchi (Pordenone) |

|             |           |  |
| Rambone 39’ | Marcatori |  |

| Arbitro: | Gambarotta (Genova) |

|                                 |           |              |
| Maestri 44’ (rig.) Melonari 70’ | Marcatori | 19’ De Paoli |

| Arbitro: | Angelini (Firenze) |

|                    |           |  |
| Mecozzi 77’ (rig.) | Marcatori |  |

| Arbitro: | Samani (Trieste) |

|                                      |           |  |
| Prato 53’ Maschietto 61’ Maestri 80’ | Marcatori |  |

| Arbitro: | Marchese (Napoli) |

|               |           |  |
| Calzolari 57’ | Marcatori |  |

| Monza 26 marzo 1961 28ª giornata | Simmenthal-Monza          | 0 – 0 | Verona | Stadio Città di Monza\| Arbitro: \| Cataldo (Reggio Calabria) \| |
| Arbitro:                         | Cataldo (Reggio Calabria) |       |        |                                                                  |

| Trieste 2 aprile 1961 29ª giornata | Triestina    | 0 – 0 | Simmenthal-Monza | Stadio Giuseppe Grezar\| Arbitro: \| Adami (Roma) \| |
| Arbitro:                           | Adami (Roma) |       |                  |                                                      |

| Monza 9 aprile 1961 30ª giornata | Simmenthal-Monza | 0 – 0 | Ozo Mantova | Stadio Città di Monza\| Arbitro: \| Babini (Ravenna) \| |
| Arbitro:                         | Babini (Ravenna) |       |             |                                                         |

| Arbitro: | Righetti (Torino) |

|           |           |  |
| Volpi 53’ | Marcatori |  |

| Arbitro: | Gazzano (Genova) |

|             |           |                              |
| Maestri 27’ | Marcatori | 16’ Grabesu 83’ (rig.) Rizza |

| Arbitro: | Leita (Udine) |

|                                |           |             |
| Baveni 42’ Pantaleoni 43’, 55’ | Marcatori | 54’ Maestri |

| Arbitro: | Ferrari (Milano) |

|                                          |           |                                    |
| Latini 10’ Maestri 41’ Melonari 78’, 89’ | Marcatori | 18’ Bernasconi 69’, 85’ G. Calloni |

| Palermo 14 maggio 1961 35ª giornata | Palermo        | 0 – 0 | Simmenthal-Monza | Stadio La Favorita\| Arbitro: \| Cariani (Roma) \| |
| Arbitro:                            | Cariani (Roma) |       |                  |                                                    |

| Arbitro: | Cirone (Palermo) |

|                       |           |              |
| Dalio 12’ Maestri 48’ | Marcatori | 85’ Flaborea |

| Arbitro: | De Robbio (Torre Annunziata) |

|              |           |                                |
| Temellin 27’ | Marcatori | 15’ Regalia 24’, 71’ Vivarelli |

| Monza 4 giugno 1961 38ª giornata | Simmenthal-Monza | 0 – 0 | Brescia | Stadio Città di Monza\| Arbitro: \| Babini (Ravenna) \| |
| Arbitro:                         | Babini (Ravenna) |       |         |                                                         |

### Coppa Italia
| Arbitro: | Angonese (Mestre) |

|                                 |           |             |
| Lulich 44’ (rig.) Calzolari 86’ | Marcatori | 71’ Regalia |

### Coppa delle Alpi
| Arbitro: | Politano |

|          |           |                                                      |
| Graf 26’ | Marcatori | 7’ Cignani 14’ Regalia 34’ Bersellini 80’ Campagnoli |

| Arbitro: | Helbling |

|                                            |           |             |
| Campagnoli 41’, 49’ Deasti 80’ Regalia 85’ | Marcatori | 71’ Derwall |

## Statistiche

### Statistiche di squadra
| Competizione | Punti | In casa | In casa | In casa | In casa | In casa | In casa | In trasferta | In trasferta | In trasferta | In trasferta | In trasferta | In trasferta | Totale | Totale | Totale | Totale | Totale | Totale | DR  |
| Competizione | Punti | G       | V       | N       | P       | Gf      | Gs      | G            | V            | N            | P            | Gf           | Gs           | G      | V      | N      | P      | Gf     | Gs     | DR  |
| ------------ | ----- | ------- | ------- | ------- | ------- | ------- | ------- | ------------ | ------------ | ------------ | ------------ | ------------ | ------------ | ------ | ------ | ------ | ------ | ------ | ------ | --- |
| Serie B      | 42    | 19      | 10      | 7       | 2       | 25      | 11      | 19           | 4            | 7            | 8            | 11           | 15           | 38     | 14     | 14     | 10     | 36     | 26     | +10 |
| Coppa Italia |       | -       | -       | -       | -       | -       | -       | 1            | 0            | 0            | 1            | 1            | 2            | 1      | 0      | 0      | 1      | 1      | 2      | -1  |
| Totale       |       | 19      | 10      | 7       | 2       | 25      | 11      | 20           | 4            | 7            | 9            | 12           | 17           | 39     | 14     | 14     | 11     | 37     | 28     | +9  |

### Statistiche dei giocatori
| Giocatore     | Serie B  | Serie B | Coppa Italia | Coppa Italia | Totale   | Totale |
| Giocatore     | Presenze | Reti    | Presenze     | Reti         | Presenze | Reti   |
| ------------- | -------- | ------- | ------------ | ------------ | -------- | ------ |
| P. Adorni     | 34       | 0       | -            | -            | 34       | 0      |
| E. Bersellini | 26       | 4       | 1            | 0            | 27       | 4      |
| L. Brugola    | 25       | 4       | 1            | 0            | 26       | 4      |
| F. Cacciatori | 2        | -1      | -            | -            | 2        | -1     |
| G. Calleri    | .        | 0       | -            | -            | 0        | 0      |
| C. Campagnoli | 22       | 2       | -            | -            | 22       | 2      |
| F. Carminati  | 3        | 0       | -            | -            | 3        | 0      |
| P.L. Cignani  | 1        | 0       | -            | -            | 1        | 0      |
| P. Dalio      | 5        | 2       | 1            | 0            | 6        | 2      |
| F. Deasti     | 2        | 0       | -            | -            | 2        | 0      |
| L. Ghioni     | 36       | 0       | 1            | 0            | 37       | 0      |
| A. Latini     | 23       | 1       | 1            | 0            | 24       | 1      |
| S. Maestri    | 24       | 6       | -            | -            | 24       | 6      |
| S. Magni      | 2        | 0       | -            | -            | 2        | 0      |
| A. Maschietto | 27       | 6       | -            | -            | 27       | 6      |
| F. Maselli    | 1        | 0       | -            | -            | 1        | 0      |
| G. Mattavelli | 32       | 2       | 1            | 0            | 33       | 2      |
| M. Melonari   | 30       | 3       | -            | -            | 30       | 3      |
| M. Pistacchi  | 3        | 0       | 1            | 0            | 4        | 0      |
| G. Prato      | 31       | 2       | -            | -            | 31       | 2      |
| G. Ramusani   | 35       | 1       | 1            | 0            | 36       | 1      |
| C. Regalia    | 8        | 1       | 1            | 1            | 9        | 2      |
| V. Rigamonti  | 34       | -21     | 1            | -2           | 35       | -23    |
| G. Tellini    | 3        | 0       | 1            | 0            | 4        | 0      |
| V. Vaglia     | 2        | -4      | -            | -            | 2        | -4     |
| G. Vivarelli  | 7        | 2       | -            | -            | 7        | 2      |